# Kleinenscheidt
Kleinenscheidt ist eine Hofschaft in Hückeswagen im Oberbergischen Kreis im Regierungsbezirk Köln in Nordrhein-Westfalen (Deutschland).

## Lage und Beschreibung
Kleinenscheidt liegt im westlichen Hückeswagen im Quellbereich des Sohlbachs.
Nachbarorte sind Grünenthal, Grünestraße, Wegerhof, Großenscheidt, Schneppenthal, Altenhof, Westhoferhöhe und Westhofen.
Die Hofschaft ist über eine Verbindungsstraße erreichbar, die nahe Kleinenscheidt von der Kreisstraße K5 abzweigt und zum historischen Ortskern Hückeswagens führt.

## Geschichte
Der Ort wurde 1487 erstmals urkundlich erwähnt. In der Darlehnsliste für Herzog Wilhelm von Jülich-Berg werden Johan zom Scheyde bzw. Johan zo de Scheide genannt. Die ursprüngliche Schreibweise demnach war Scheyde/Scheide.
Im 18. Jahrhundert gehörte der Ort zum  bergischen Amt Bornefeld-Hückeswagen. 1815/16 lebten 20 Einwohner im Ort. 1832 gehörte Kleinenscheidt unter dem Namen Kleinscheid der Großen Honschaft an, die ein Teil der Hückeswagener Außenbürgerschaft innerhalb der Bürgermeisterei Hückeswagen war. Der laut der Statistik und Topographie des Regierungsbezirks Düsseldorf als Weiler kategorisierte allesamt evangelischen Glaubens.
Im Gemeindelexikon für die Provinz Rheinland werden für 1885 zwei Wohnhäuser mit 21 Einwohnern angegeben. Der Ort gehörte zu dieser Zeit zur Landgemeinde Neuhückeswagen innerhalb des Kreises Lennep. 1895 besitzt der Ort zwei Wohnhäuser mit 16 Einwohnern, 1905 zwei Wohnhäuser und 15 Einwohner.